# Fußball in Kopenhagen

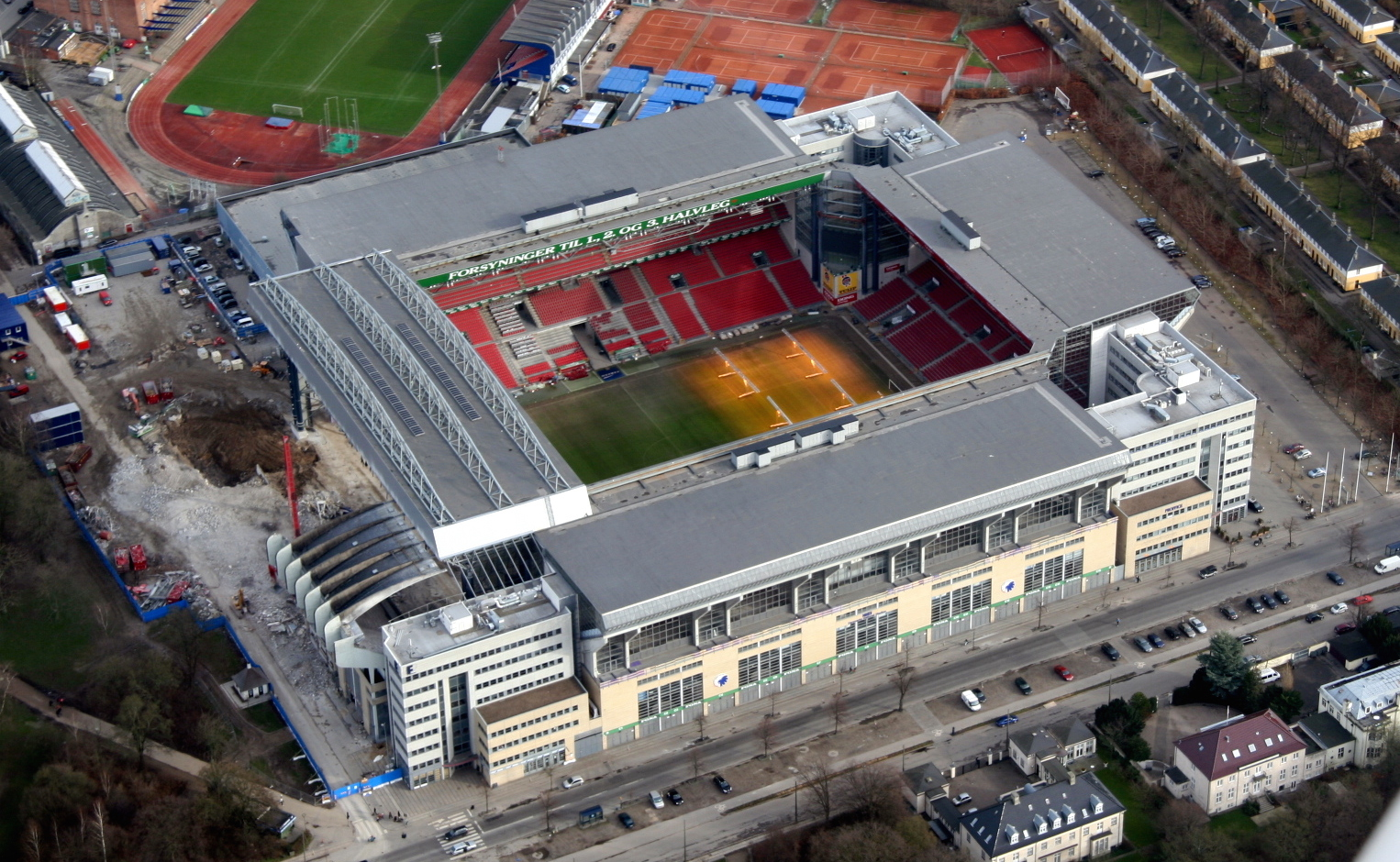
Der Parken ist die Heimspielstätte des FC Kopenhagen und der Nationalmannschaft.

Über weite Strecken war der Fußball in Kopenhagen weitgehend identisch mit dem Fußball in Dänemark und bis 1953 kamen alle dänischen Fußballmeister ausnahmslos aus der Hauptstadt oder dem Hauptstadtgebiet.
Die im Laufe der Zeit in der höchsten Spielklasse vertretenen Hauptstadtvereine kamen aus fünf der insgesamt zehn Stadtviertel von Kopenhagen sowie der im Stadtgebiet gelegenen unabhängigen Enklave Frederiksberg und einigen Vororten nördlich und südlich der dänischen Hauptstadt. Als Faustregel der regionalen Unterschiedlichkeit gilt, dass die Vereine aus dem Norden und im Stadtzentrum grundsätzlich eine bürgerliche bis elitäre Grundausrichtung hatten, während die im Süden beheimateten Vereine eher mit der Arbeiterschaft verbunden waren. Herausragendes Beispiel des „Klassenkampfes“ war über weite Strecken das Derby zwischen dem Arbeiterverein BK Frem und dem bürgerlich-elitären KB 1876, die beide in den Jahren nach dem Zweiten Weltkrieg regelmäßig um die 25.000 Zuschauern anlocken konnten. Nachdem Frem Konkurs anmelden musste und 1992 ebenso in den unteren Ligen „verschwunden“ ist wie der KB 1876 nach dem Zusammenschluss von dessen Profiabteilung mit der des Nachbarvereins B 1903 Kopenhagen zum FC Kopenhagen, gilt heute das New Firm zwischen dem „bürgerlichen“ FCK und dem „Arbeiterverein“ Brøndby IF als das „Spiel des Jahres“ in Dänemark.

## Wie alles begann
Durch englische Industriearbeiter und Eisenbahningenieure war der Fußball bereits früh nach Dänemark gekommen und schon 1876 haben englische Eisenbahningenieure in Kopenhagen einen ersten Fußballverein ins Leben gerufen. Im selben Jahr entstand der von Einheimischen gegründete KB 1876, der seit Herbst 1878 auch eine Fußballmannschaft unterhielt.
Bereits 1889 wurde die Dansk Boldspil-Union gegründet, die somit einer der ältesten Fußballverbände weltweit ist. Im selben Jahr wurde auch die København A-Raeken, die Stadtmeisterschaft von Kopenhagen, ins Leben gerufen und erstmals in der Saison 1889/90 ausgetragen.

## Die Kopenhagener Stadtmeisterschaft

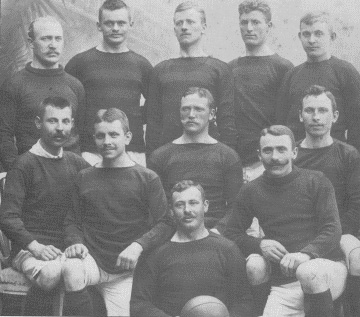
Meistermannschaft des BK Frem 1901/02

Das erste Jahrzehnt der Kopenhagener Stadtmeisterschaft war geprägt von der Dominanz zweier Vereine, die alle neun vergebenen Titel im 19. Jahrhundert unter sich aufteilten: der Akademisk Boldklub war sechsmal erfolgreich, KB 1876 konnte die anderen drei Meisterschaften gewinnen. Die Dominanz, die diese beiden Vereine im ausgehenden 19. Jahrhundert ausübten, wird noch deutlicher, wenn man sich vergegenwärtigt, dass jeweils die Mannschaft, die den Meistertitel nicht gewinnen konnte, die Saison auf dem zweiten Rang beendete.
Unmittelbar nach der Jahrhundertwende fiel der AB zurück und die Vereine B.93 und BK Frem entwickelten sich zu den neuen Rivalen des KB um die Stadtmeisterschaft. Kamen die bisherigen Topvereine der Stadt (AB, KB und B.93, Meister in den Jahren 1900 und 1901) aus den gehobenen Vierteln im Zentrum und im Norden der Stadt, so gewann in der Saison 1901/02 mit dem BK Frem erstmals eine Mannschaft aus einem Arbeiterviertel im Süden der Stadt den Meistertitel.

## Die dänische Meisterschaft
Eine gesamtdänische Meisterschaft wird bereits seit der Saison 1912/13 ausgetragen, wobei in der Anfangszeit der Sieger der København A-Raeken im Endspiel gegen den Sieger aus den Provinzen antrat. In diesen Vergleichen behielten die Hauptstadtvereine stets die Oberhand.
Als Rundenturnier wurde die dänische Fußballmeisterschaft in der Saison 1929/30 mit zehn Mannschaften eingeführt, von denen sieben aus der Hauptstadt bzw. deren näherer Umgebung kamen. Bis zur Saison 1952/53 kamen alle Landesmeister aus Kopenhagen, bevor 1953/54 der Køge BK den Titel erstmals in die Provinz entführen konnte, womit die Vormachtstellung der Kopenhagener Vereine über mehr als ein Jahrzehnt gebrochen war; denn erst 1966 konnte mit dem Hvidovre IF wieder ein Hauptstadtverein den Meistertitel gewinnen. Nach dem zwischen 1923 und 1944 insgesamt sechsmal erfolgreichen BK Frem aus dem südlichen Stadtviertel Valby war der HIF aus dem südlichen Vorort Hvidovre der überhaupt erst zweite Verein aus dem südlichen Teil der Hauptstadtregion, der zu Meisterehren kam. Der HIF gewann zwei weitere Meistertitel in den Jahren 1973 und 1981, stieg aber bereits 1985 aus der ersten Liga ab und konnte später nur noch zweimal für jeweils eine Saison in die höchste Spielklasse zurückkehren. Sein Niedergang fiel zeitlich zusammen mit dem Aufstieg seines südwestlichen Nachbarn Brøndby IF, der erst 1964 als Fusionsprojekt zweier lokaler Vereine aus Brøndby entstanden war und bisher zehnmal die dänische Fußballmeisterschaft gewann. Seine einstige Dominanz ging inzwischen auf den Lokalrivalen FC Kopenhagen über, der die dänische Fußballmeisterschaft bereits elfmal gewann.

## Übersicht der Erstligisten aus Kopenhagen
Die nachstehende Tabelle beinhaltet die bisherigen Erstligisten aus Kopenhagen sowie dem angeschlossenen Hauptstadtgebiet. Um auch eine geografische Sortierung zu ermöglichen, wurden die Vororte im Norden (von Nord nach Süd) mit A1 bis A3 gekennzeichnet (Spalte „Geo-Kz.“). Anschließend folgen die fünf Stadtteilvereine aus der Hauptstadt selbst. Sie sind (angefangen beim am nördlichsten gelegenen Østerbro und dann entgegen dem Uhrzeigersinn) mit B1 bis B5 gekennzeichnet. In ihrer Mitte liegt die unabhängige Gemeinde Frederiksberg, die mit C1 gekennzeichnet ist. Abschließend folgen die südlich gelegenen Vororte (von Westen nach Osten) mit den Kennzeichnungen D1, D2 und D3.
Die Angabe der Erstligazeiten (Spalte „Erste Liga“) erfolgt mit Beginn der Saison 1929/30, in der die 1. Division erstmals als Rundenturnier ausgetragen wurde. Bei den Erfolgen werden die errungenen dänischen Meistertitel (seit 1912/13) berücksichtigt, nicht aber die Kopenhagener Stadtmeisterschaft. Ebenso werden dort die Erfolge im 1955 eingeführten Pokalwettbewerb aufgeführt.
| Geo-Kz. | Verein             | Gründung        | Ort           | Erste Liga                                                 | Erfolge                                       |
| ------- | ------------------ | --------------- | ------------- | ---------------------------------------------------------- | --------------------------------------------- |
| A1      | Lyngby BK          | 1921            | Lyngby        | 1980–2000/01, 2007/08, 2015/16                             | zweimal Meister und dreimal Pokalsieger       |
| A2      | B 1903             | 1903            | Gentofte      | 1929/30–1956/57, 1959–1967, 1969–1983, 1985–1991/92 1      | siebenmal Meister und zweimal Pokalsieger     |
| A2      | Hellerup IK        | 1900            | Gentofte      | 1936/37–1939/40                                            | 8. Platz (1938/39)                            |
| A2      | Skovshoved IF      | 1909            | Gentofte      | 1933/34, 1951/52–1961                                      | Vizemeister (1952/53)                         |
| A3      | Akademisk Boldklub | 1889            | Gladsaxe 2    | 1929/30–1960, 1962–1964, 1966–1971, 1973, 1996/97–2003/04  | neunmal Meister und Pokalsieger 1999          |
| B1      | B.93               | 1893            | Østerbro      | 1929/30–1953/54, 1959, 1964–1965, 1975–1983, 1985, 1998/99 | neunmal Meister und Pokalsieger 1982          |
| B1      | FC Kopenhagen      | 1992            | Østerbro      | seit 1992/93                                               | elfmal Meister und siebenmal Pokalsieger      |
| B1      | Østerbros Boldklub | 1894 († 1998) 3 | Østerbro      | 1946/47–1949/50                                            | 4. Platz (1946/47)                            |
| B2      | Brønshøj BK        | 1919            | Brønshøj      | 1962–1964, 1970–1972, 1983–1989                            | 5. Platz (1984)                               |
| B3      | Vanløse IF         | 1921            | Vanløse       | 1975–1976                                                  | Pokalsieger 1974                              |
| B4      | BK Frem            | 1886            | Valby         | 1929/30–1960, 1964–1980, 1983–1985, 1989–1992/93           | sechsmal Meister und zweimal Pokalsieger      |
| B5      | BK Fremad Amager   | 1910            | Amager-Vest   | 1931/32–1934/35, 1938/39–1947/48, 1975–1976, 1980, 1994/95 | zweimal Vizemeister und Pokalfinalist 1972    |
| C1      | KB 1876            | 1876            | Frederiksberg | 1929/30–1950/51, 1952/53–1982, 1984, 1986–1988, 1990       | Rekordmeister (15 Titel) und Pokalsieger 1969 |
| D1      | Brøndby IF         | 1964            | Brøndby       | seit 1982                                                  | zehnmal Meister und sechsmal Pokalsieger      |
| D2      | Hvidovre IF        | 1925            | Hvidovre      | 1965–1974, 1979–1985, 1987, 1996/97                        | dreimal Meister und Pokalsieger 1980          |
| D3      | Kastrup BK         | 1933            | Tårnby        | 1976–1981, 1985–1987                                       | 4. Platz (1979)                               |

1 Die Erstligazeit endete nach der Saison 1991/92 durch die Fusion der Profiabteilungen von B 1903 und KB 1876 zum FC Kopenhagen.

2 Der Verein, der traditionell eng mit der Universität Kopenhagen verbunden war und dessen Mannschaft anfangs nur aus Studenten und Professoren der Universität bestand, war bis 1965 im Kopenhagener Stadtteil Østerbro beheimatet, bis er aufgrund einer politischen Anordnung in den nördlichen Vorort Gladsaxe umziehen musste.

3 Der 1894 gegründete Østerbros Boldklub war die Wiederbelebung eines vormals existierenden gleichnamigen Vereins, der 1893 aufgelöst worden war. 1998 fusionierte ØB mit dem Ryvang FC zum Østerbro IF.